# Chevrolet Kalos
De Chevrolet Kalos (voorheen Daewoo Kalos) is een compacte stadsauto van Chevrolet die werd gebouwd door GM Daewoo, onderdeel van General Motors.
De Kalos is gebaseerd op het Flex concept van Giorgetto Giugiaro, een verdere ontwikkeling van de Daewoo Lanos. De wagen werd in 2002 op de markt gezet.
Chevrolet heeft in 2005 een driedeurs hatchback versie uitgebracht en wat kleine aanpassingen gedaan. In maart 2008 volgt er een driedeurs Hatchback en een vijfdeurs Hatchback, vanaf dan komt de naam Kalos binnen Nederland te vervallen en zal deze verdergaan onder de naam Aveo.
In de VS heet de Kalos de Aveo. In Canada heet de auto Suzuki Swift+. In de VS heeft Pontiac ook deze auto onder de naam Pontiac Wave. De tweede generatie van de Aveo uit 2012 werd door Chevrolet op de markt gebracht als de Sonic.
Er zijn verschillende versies waaronder: Pure, Spirit, Style, Class en Breeze.

## Specificaties
- De topsnelheid bedraagt: 176 km/h (109 mph)
- De acceleratie 0-100 is: 11.1 sec.
- Transmissie: 5 versnellingen